# Општина Будуреаса (Бихор)
Будуреаса (рум. Budureasa) општина је у Румунији у округу Бихор.
Oпштина се налази на надморској висини од 340 m.